# Josef Matohlína

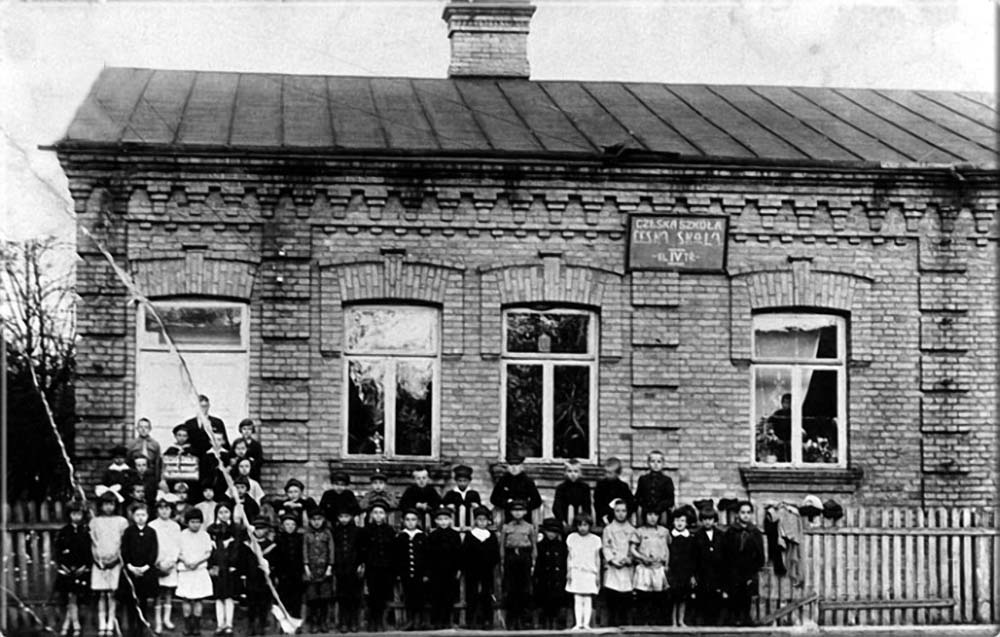
Česká škola v Zdolbunově (foto rok 1917)

Josef Matohlína (8. března 1897 Zdolbunov – 8. října 1943 Drážďany) byl za první světové války příslušníkem československých legií na Rusi, v meziválečném období byl důstojníkem prvorepublikové československé armády, za protektorátu se zapojil do řad členů ilegální vojenské odbojové organizace Obrana národa (regionální krajské vojenské velitelství Hradec Králové).

## Život

### Rodinné zázemí a studie
Josef Matohlína se narodil 8. března 1897 českým rodičům v malé osadě Zdolbunov u Rovna na Volyni (Rovenská oblast, dnešní severozápadní Ukrajina). Po absolvování obecné školy (v letech 1903 až 1906) pokračoval na občanské škole (v letech 1906 až 1911) a poté si rodina mohla dovolit poslat jej, coby nejstaršího syna, na středoškolská studia (v letech 1911 až 1916) na vyšší státní průmyslovou školu do Oděsy.

### První světová válka a čs. legie na Rusi
Po maturitě, když byla první světová válka zhruba ve své polovině, nastoupil jako jednoroční dobrovolník do ruské armády k 401. karačavskému pluku, kde byl, po absolvování důstojnického kurzu, povýšen z hodnosti střelce na svobodníka a pak i do hodnosti desátníka. Praporčickou školu (vojenskou kadetní školu) absolvoval v Žitomiru. Do řad příslušníků československých legií na Rusi byl zařazen od 31. srpna 1916 a to v rámci ruské armády. (Období od roku 1916 do roku 1918 mu byla započtena později jako služba v ruské armádě.) Se svým plukem byl Josef Matohlína 15. června 1917 odvelen na frontu. V hodnosti praporčíka byl 15. nebo 18. února 1918 převelen ke 4. střeleckému pluku československých legií v Rusku. Dne 28. května 1918 jej příslušníci sovětského vojska (rudé armády) zajali a coby zajatce byl držen až do 2. srpna 1918. Funkci velitele 3. roty českého pluku generála Kornilova vykonával Josef Matohlína od 21. září 1918 a také byl v tomto pluku povýšen do hodnosti poručíka. Velitelem roty u Slovanského pluku byl jmenován 3. března 1919 a to již v hodnosti štábního kapitána. Dne 25. srpna 1919 se (ještě stále na ruském území) Josef Matohlína oženil se svojí dlouholetou láskou Marií Nagorničevskou. Do nově konstituovaného prvorepublikového Československa se vrátil v hodnosti poručíka spolu se 4. střeleckým plukem. (Formálně byla jeho účast v řadách příslušníků čs. legií na Rusi ukončena vyřazením k 31. prosinci 1919.)

### Cesta do Československa
Do vlasti byl Josef Matohlína přepraven v rámci 22. transportu čs. legionářů z Vladivostoku do italského Terstu americkým dopravním zaoceánským parníkem USAT America. Tento zaoceánský parník přepravil ve svých útrobách do vlasti 5836 čs. legionářů (včetně celého 4. pluku) a dalších 642 různých osob. Transportní loď vyplula z Vladivostoku 23. dubna 1920, pokračovala jižní trasou se zastávkami v Hongkongu (28. dubna 1920), Singapuru (9. května 1920) a cejlonském Kolombu (16. května 1920); proplula Suezským průplavem (29. května 1920), nakrátko zakotvila v Port Saidu (31. května 1920) a dopoledne 3. června 1920 zamířila přes Středozemní moře směrem do Terstu, aby nakonec 7. června 1920 zakotvila v italském Terstu. Přepravované osoby jakož i náklad se následně přeložil do železničních vagonů. Celý transport byl naložen do deseti vlaků, ale administrativní překážky způsobily, že první evakuační vlaky s čs. legionáři a materiálem dorazily do Československa až 13. června 1920. Velitelský dohled nad průběhem celého tohoto 22. legionářského transportu byl svěřen podplukovníku Josefu Kroutilovi (1897–1936).

USS America
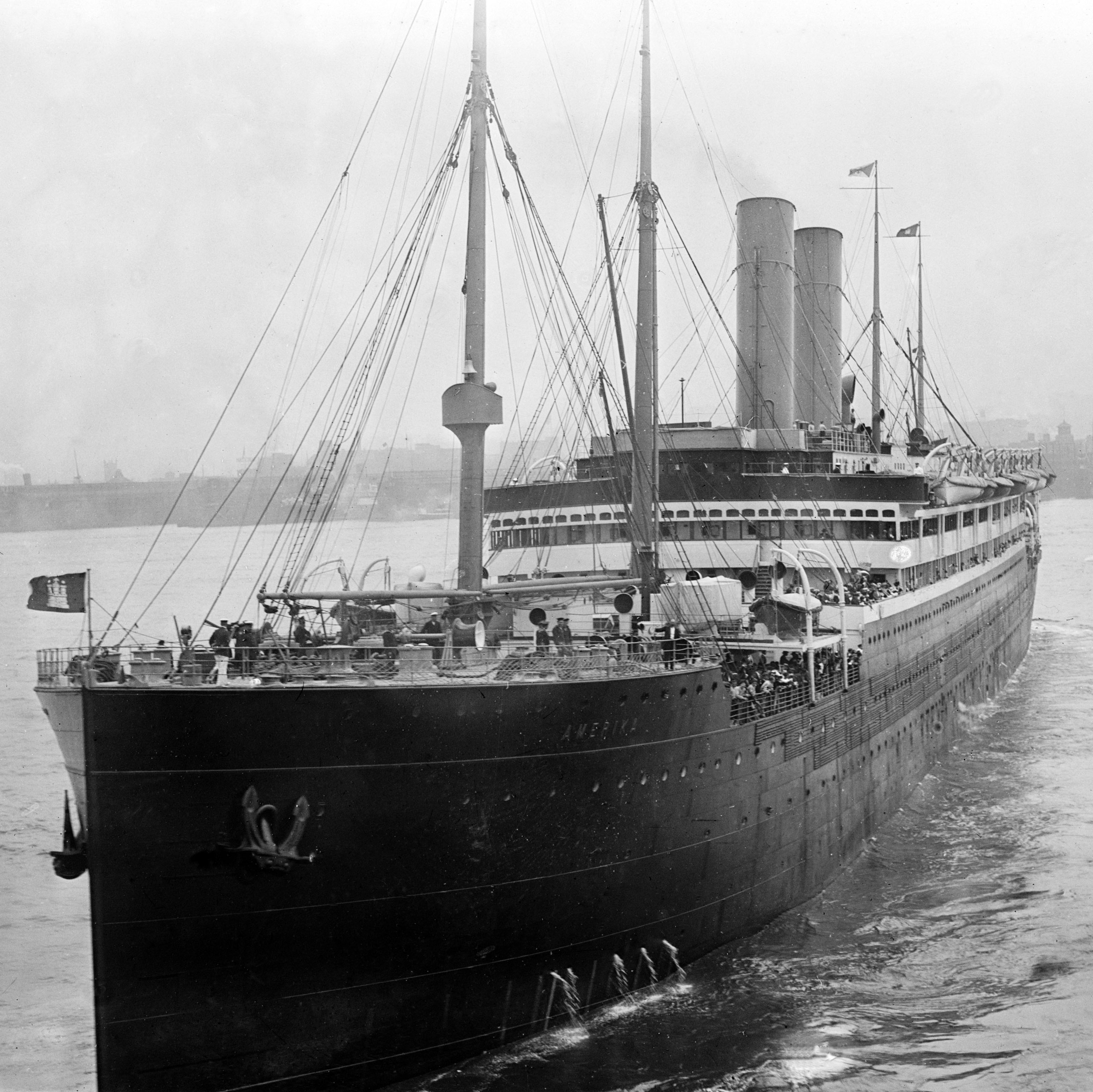
Před rokem 1918
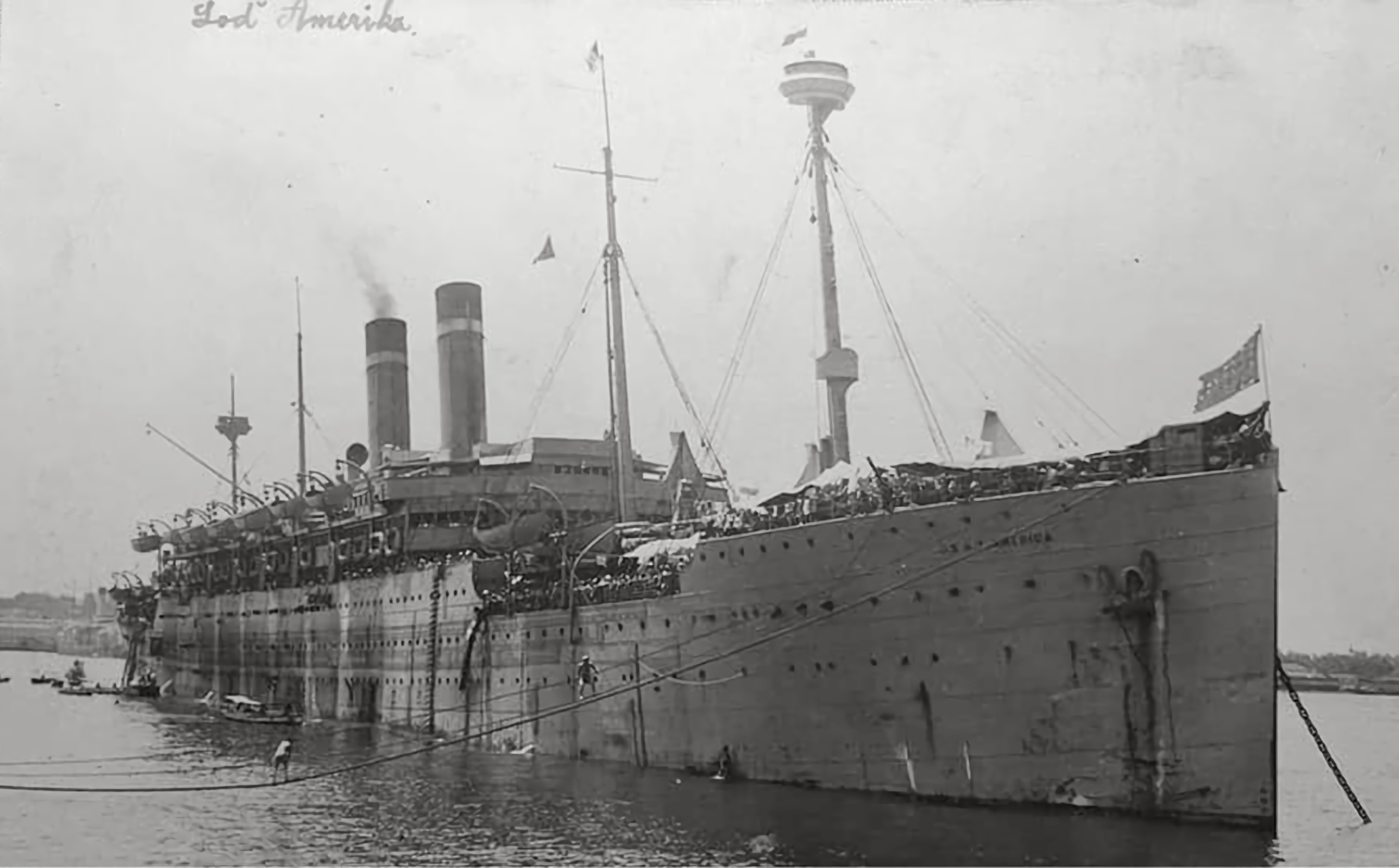
Rok 1920, 22. transport pod velením podplukovníka Josefa Kroutila
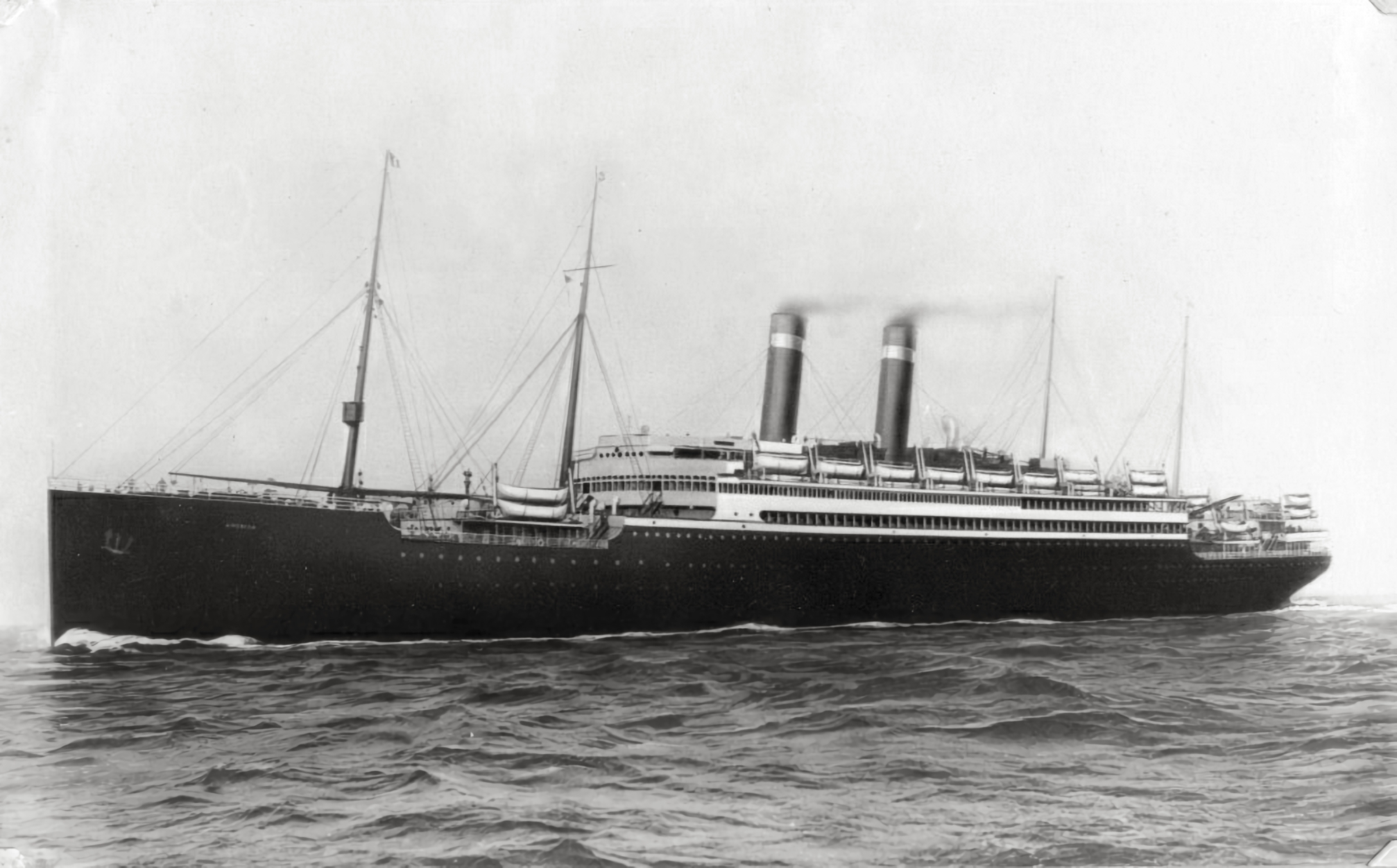
Mezi léty 1921 až 1931

### V prvorepublikové armádě
Po návratu do Československa pokračoval Josef Matohlína v kariéře prvorepublikové důstojníka. (Matohlínova rodina žila v Hradci Králové, ale často se stěhovali dle toho, kam byla hlava rodiny „vojenskými pány“ překládána.)  Dne 25. června 1920 byl povýšen do hodnosti poručíka pěchoty v záloze a byl zařazen ke 4. střeleckému pluku v Hradci Králové. Po absolvování ženijního kurzu v Kroměříži byl převelen (od září 1922) do Krnova, kde mu byla určena funkce velitele 3. čety polní roty. Od 1. listopadu 1922 byl povýšen do hodnosti nadporučíka a od října 1924 sloužil u 3. ženijního pluku ve slovenském Komárně jako důstojník ženijního vojska. (V Komárně změnil Matohlína vojenskou specializaci a z pěchoty se přeorientoval na ženijní problematiku.) Následně prošel několika kurzy nejen jako frekventant, ale i ve funkci instruktora. Následovala postupně povýšení do hodnosti kapitána (28. října 1925), štábního kapitána (1. října 1929) a majora (1. ledna 1937) ženijního vojska. Období mezi dvěma válkami strávil služebně téměř celé na Slovensku. (V roce 1932 jej přeložili k pluku do Bratislavy a z této doby se datuje jeho známost s pozdějším plukovníkem Petrem Novákem, který to rovněž v té době sloužil.) Zatímním velitelem II. ženijního praporu byl Matohlína jmenován 8. října 1937. V období ohrožení republiky byl během mobilizace zařazen do Prešova, kde zastával funkci velitele ženijního vojska u 22. pěší divize. Začátkem roku 1939 byl převelen do Bratislavy ke 4. ženijnímu pluku. Těsně před 14. březnem 1939 velel major Matohlína 2 praporům 4. ženijního pluku v Prešově. Nabídku ke vstupu do slovenské armády (a možnost vojenské kariéry na Slovensku), kterou dostal po vzniku Slovenského štátu (14. března 1939) Matohlína odmítl (zdůvodnil to tím, že „oficiálně“ není „rodilý Čech“ a že jeho vysoká odbornost bude potřeba jinde) a přestěhoval se s rodinou do Hradce Králové, kde bydleli v bytě na Pospíšilově třídě.

### V protektorátu
Po nastolení Protektorátu Čechy a Morava (15. března 1939) došlo k demobilizaci (likvidaci) prvorepublikové armády a během jara a léta 1939 byli deaktivovaní důstojníci rozmisťováni do civilních pozic v protektorátní správě. Nabídku ke vstupu do řad členů Vládního vojska Josef Matohlína rovněž odmítl a byl tudíž přidělen jako vrchní tajemník pomocné služby Živnostenského inspektorátu v Hradci Králové. Na této civilní pozici pracoval až do února 1940, kdy si zažádal o zdravotní dovolenou.

#### V Obraně národa
Již krátce po nastolení Protektorátu Čechy a Morava se Josef Matohlína zapojil, jako ostatně mnoho deaktivovaných vojáků z povolání prvorepublikové Československé armády, do protiněmeckého odporu v rámci ilegální vojenské odbojové organizace Obrana národa (ON). Krajské vojenské velitelství ON v Hradci Králové bylo řízeno tehdejším plukovníkem Petrem Novákem, který kolem sebe soustředil odbojovou skupinu. Major Josef Matohlína se rovněž záhy aktivně zapojil do práce ilegálního Krajského vojenského velitelství (KVV) ON pro severovýchodní Čechy (oblast Hradec Králové). (Prvním „odbojovým“ úkolem, který Matohlína od svého velitele Petra Nováka v červenci 1939 dostal bylo připravit evidenci nespolehlivých resp. kolaborujících Čechů v regionu, jak to požadovalo Zemské vojenské velitelství ON.) 
Jako člen KVV ON zastával Matohlína funkci materiálního důstojníka a zbraňového důstojníka (experta v oblasti zbraní). Jeho náplní ilegální činnosti bylo shromažďování zbraní, střeliva, trhavin, rozbušek a ostatního s tím souvisejícího materiálu. V některých poválečných materiálech ze 70. let 20. století byl Matohlína uváděn nejen jako vedoucí materiální skupiny, ale i jako šéf operační skupiny, do jejíž agendy spadalo (kromě získávání vojenského a strategického materiálu) i plánování operací (akcí) odbojové skupiny. Také se (společně s plukovníkem Petrem Novákem) podílel na formování v regionu „jim podřízených“ okresních velitelství ON. Major Matohlína a jeho skupina získávali informace o stavu pohonných hmot, surovin a o dopravní situaci v regionu. Také se snažili o infiltraci „svých informátorů“ do velkých průmyslových podniků, odposlech německých telefonních linek a o shromažďování většího objemu pohonných hmot.
Vojenská organizace Obrana národa na královéhradecku disponovala ilegálně drženými zbraněmi a ukrývala i další cenný materiál užitečný v případě protiněmeckého povstání. Touto komoditou byly uskladněné pohonné hmoty. Major Josef Matohlína byl znám svojí aktivitou v tomto směru i na úrovni pražského ústředí ON, které jej dokonce požádalo o pomoc při získávání benzínu pro potřeby ústředí v Praze. Josef Matohlína a jeho skupina se postarali o ukrytí 900 litrů benzinu. Ten byl uskladněn v garáži plukovníka Petra Nováka a ve skladech firmy Naftové motory (dnešní ČKD v Hradci Králové), kde se nalézalo 15 sudů. Protektorátní četnictvo poskytlo dalších 30 sudů benzínu, který byl opět uskladněn u plukovníka Petra Nováka.

#### Varování
Počátkem roku 1940 byla hradecká Obrana národa varována před chystanou vlnou zatýkání. Ve snaze vyhnout se nacistické razii, která proběhla 6. února 1940, požádal Matohlína ve vhodný čas o dovolenou (v únoru 1940 jej již gestapo hledalo v jeho hradeckém bytě, ale to již byl skryt v ilegalitě). Někteří klíčoví členové KVV ON Hradec Králové (např. plukovník Petr Novák nebo vedoucí finanční skupiny štábní kapitán František Zástěra) zatčení unikli útěkem, jiní byli zatčeni později (například výkonný ředitel a mobilizační důstojník štábní kapitán Linhart Mikolášek). Zátah německých represivních složek proti severočeské Obraně národa skončil v létě 1940.

#### Likvidace první garnitury ON
Ve dvou zatýkacích vlnách (na podzim 1939 a v únoru 1940) došlo prakticky k rozbití ON a zničení tzv. první garnitury ON. U některých zatčených funkcionářů našlo gestapo dokonce jmenné seznamy příslušníků velení a jednotek, což mělo za následek další zatýkání. Zatčení funkcionáři ON byli internováni v koncentračních táborech. Funkcionáři, kteří unikli zatčení, přešli buď do hluboké ilegality nebo odešli do emigrace.

#### Budování druhé garnitury hradecké ON
Po odeznění vlny zatýkání v řadách první garnitury hradecké Obrany národa (v létě 1940) se major Josef Matohlína ihned pustil do obnovování zdecimovaných struktur ilegální organizace ve snaze zbudovat základy druhé garnitury regionální Obrany národa. S odstupem času lze říci, že nová garnitura pod vedením Josefa Matohlíny nikdy nedosáhla té úrovně, kterou měla první garnitura před svým zničením 6. února 1940.
V období od 6. února 1940 až do 6. května 1941 (kdy byl poprvé zatčen gestapem) byl Josef Matohlína novou klíčovou osobností druhé garnitury ON v Hradci Králové. V odbojové činnosti pokračoval se svým blízkým spolupracovníkem nadporučíkem Albínem Sládkem, udržovali styk s pražským vedení ON a byli v kontaktu se členem Novákova štábu majorem pěchoty Janem Peterou. A byl to právě Jan Petera, kdo v srpnu 1940 oficiálně pověřil Matohlínu velením KVV ON Hradec Králové. Ilegální úsilí soustředili Matohlína a lidé kolem něj převážně do oblasti zpravodajských služeb; preferovali přípravu odbojářských kádrů schopných řídit (a realizovat) případný ozbrojený převrat (obnovování sítí ON na Novopacku a Náchodsku); získávali kontakty na odboj ve Vysokém Mýtě.

Spolupracovníci v odboji
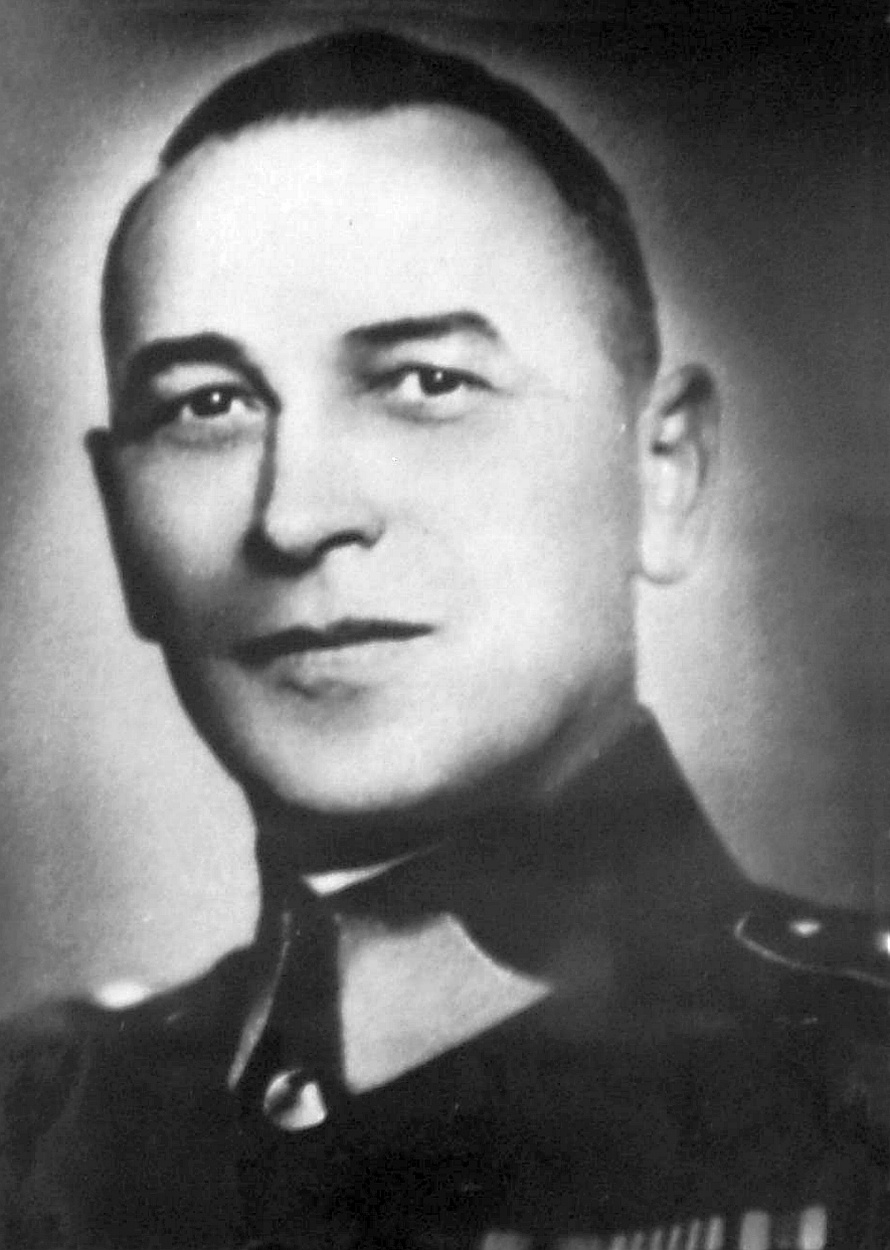
Nadporučík (in memoriam štábní kapitán) Albín Sládek
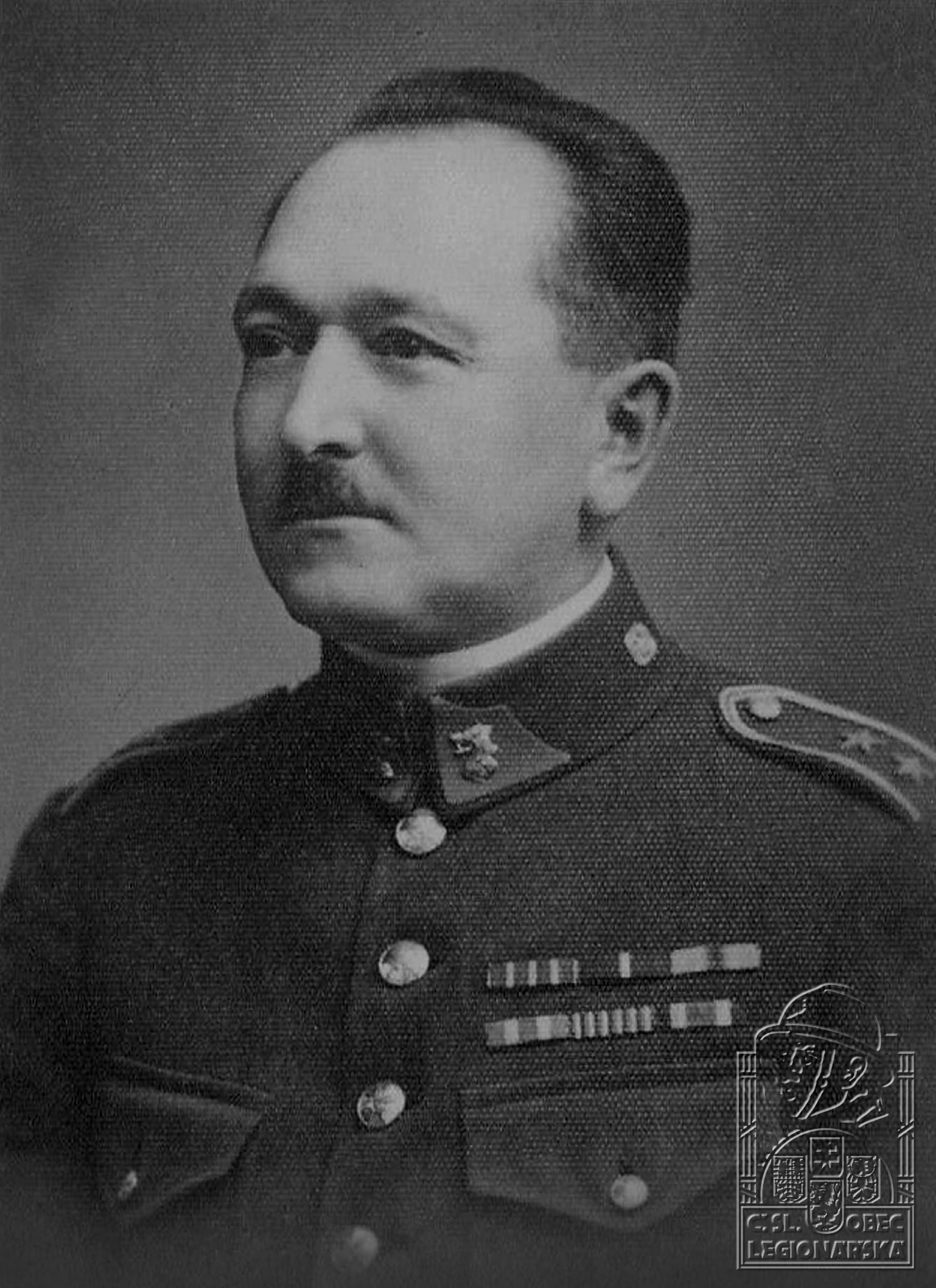
Major pěchoty Jan Petera
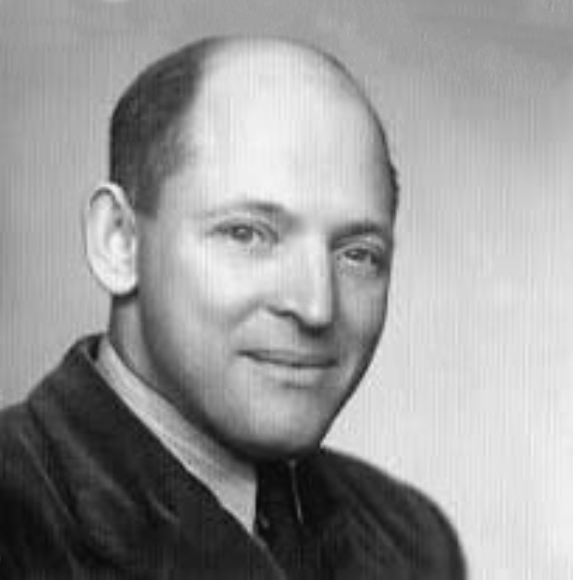
Josef Mojžíš

#### Změna identity, ukrývání v ilegalitě, zatčení
Sám Matohlína ale potřeboval změnit svoji vlastní identitu. S tím mu pomohl starosta vesnice Rosice J. Macháček a farář Václav Slavíček. Nový Matohlínův domovský a křestní list zněl na jméno „Jaroslav Felger“. Ilegální úkryt poskytla Matohlínovi rodina Slavíkových v Novém Hrádku. Varování, že gestapo hodlá zatknout Slavíka a Matohlínu, získal místní policista (vrchní strážmistr v Novém Hrádku) Josef Hrůša dne 17. února 1941, varoval oba ilegalisty a ti nalezli dočasné útočiště v Rosnicích. Po nějaké době se ale opět (proti všem konspiračním odbojářským zásadám) vrátili opět do Nového Hrádku, kde gestapo zase zachytilo jejich stopu a poslalo v noci ze 6. na 7. května 1941 do domu Slavíkových v Novém Hrádku zatýkací komando. I tentokrát se vrchnímu strážmistrovi Josefu Hrůšovi podařilo odbojáře varovat (Slavík stačil uniknout z objektu oknem), ale gestapo je v průběhu jejich dalšího útěku zadrželo a zatklo. Gestapák Jan Friedl znal Josefa Matohlínu dobře ze své vojenské služby na Slovensku a bezpečně jej identifikoval navzdory jeho pozměněné identitě.

#### Výslechy, věznění, útěk
Během zostřených výslechů gestapa Matohlína nikoho a nic podstatného nevyzradil. Ve snaze vyhnout se těžkému žalářování a mukám, které mu vyšetřovatelé působili při výsleších, se Matohlína pokusil o sebevraždu. Nejprve se snažil o oběšení, poté spolkl kovový předmět. Po tomto druhém pokusu byl 3. června 1941 převezen do nemocnice v Hradci Králové, kde byl operován. Život zachraňující zákrok dopadl dobře a protože lékaři tvrdili, že pacient není schopen převozu, byl ponechán v nemocnici a během své hospitalizace byl hlídán. Nízká úroveň dohledu, návštěvy přátel, spolupracovníků a zlepšující se zdravotní stav mu umožnily zinscenovat 10. července 1941 útěk. Útek byl úspěšný, ale během přelézání místního plotu se Matohlínovi otevřela pooperační jizva. Potřeboval další lékařskou péči a tak jej jeho přátelé dopravili do vesničky Bříza, kde se několik týdnů musel skrývat u manželů Václavíkových, kam za ním docházel MUDr. Karel Milostný. Nicméně postupně se Matohlínův zdravotní stav zlepšil.

#### V ilegalitě
V průběhu následujících měsíců se Josef Matohlína ukrýval jako hledaný psanec na různých místech kraje, ale choval se proti všem zásadám konspirace. Bez omezení se pohyboval na veřejnosti a občas navštívil i místní biograf. S nástupem Reinharda Heydricha do Prahy (27. září 1941) a vyhlášením prvního stanného práva (od 28. září 1941 do 20. ledna 1942) se situace odbojářů v ilegalitě silně zkomplikovala a Matohlína musel častěji měnit místa svého ilegálního pobytu. Ke konci roku 1941 narušilo fungování odboje v severních Čechách opět gestapo. Během provedených razií a následných výslechů zatčených osob opět získali vyšetřovatelé informace o majoru Josefu Matohlínovi.

#### Druhé zatčení, výslechy
Druhé, tentokráte zcela úspěšné, zatčení majora Josefa Matohlíny proběhlo 10. (nebo 14.) prosince 1941 v Litomyšli.
Po zatčení majora Josefa Matohlíny v prosinci 1941 byla samostatná činnost druhé garnitury ON v královéhradeckém regionu omezena jen na menší ilegální odbojářské skupinky a byla značně oslabena. V regionu již Obrana národa neobnovila v prvním roce německé okupace Čech, Moravy a Slezska své dominantní postavení mezi složkami domácího odboje a její zbylí příslušníci se stali součástí Ústředního vedení odboje domácího (ÚVODu).
Během zostřených výslechů spojených s trýzněním se opět neúspěšně pokusil o sebevraždu, ale brutální metody vyslýchatelů jej nakonec „zlomily“ a gestapu se nakonec podařilo od něj nějaké informace získat.

#### Josef Mojžíš
Josef Mojžíš byl předseda královéhradeckého okrsku a farář Církve československé husitské. Bezprostředně po německé okupaci Čech, Moravy a Slezska v březnu 1939 začal organizovat v čele sociálního odboru pomoc rodinám zatčených. Záhy se zapojil do domácího odboje a v rámci Obrany národa se začal ve Vamberku zaměřovat na opatřování úkrytů, osobních dokladů a pracovních míst stíhaným osobám. K zatčení Josefa Mojžíše došlo v souvislosti s vyšetřováním majora Josefa Matohlíny v rámci zostřených (krutých) výslechů na gestapu po jeho druhém zatčení. Matohlína uvedl jména některých odbojových pracovníků včetně Josefa Mojžíše, se kterým se předtím ve Vamberku dvakrát osobně sešel. Farář Mojžíš byl tedy v poledních hodinách 5. února 1942 zatčen a odvezen do Hradce Králové. Během vyšetřování byl při konfrontaci usvědčen majorem Josefem Matohlínou. Jeho velitel se mu vzápětí přímo před komisaři gestapa za tento akt omluvil. Sám Josef Mojžíš neprozradil nikoho ze svých dalších spolupracovníků.

#### Věznění, soud, ...
Ke konci prosince 1942 byl vězněný Matohlína z Králova Hradce převezen přes Prahu a Terezín do Drážďan. Tady čekal na soud, který se uskutečnil 29. července 1943. Major Josef Matohlína byl za protiříšskou činnost odsouzen k trestu smrti, který byl vykonán dopoledne 8. října 1943 v Drážďanech.

## Po druhé světové válce
- Po skončení druhé světové války jej prezident dr. Edvard Beneš vyznamenal Československým válečným křížem 1939.[2]
- V roce 1946 byl Josef Matohlína povýšen 25. října 1946 in memoriam do hodnosti podplukovníka;[6][2]
- V roce 1947 byl povýšen in memoriam do hodnosti plukovníka;[6][2]

## Vyznamenání
- Československý válečný kříž 1939[6]
- Pamětní medaile 4. střeleckého pluku Prokopa Velikého[6]
- Bachmačská pamětní medaile[6]
- Československá revoluční medaile[6]
- Řád svaté Anny (udělen celkem 3x)[6]
- Řád rumunské hvězdy[6]
- Řád svatého Stanislava II. třídy s meči II. třídy s meči[6]
- Řád svatého Stanislava III. třídy s meči a mašlí III. třídy s meči a mašlí[6]